# Espace hermitien
 (avril 2025).

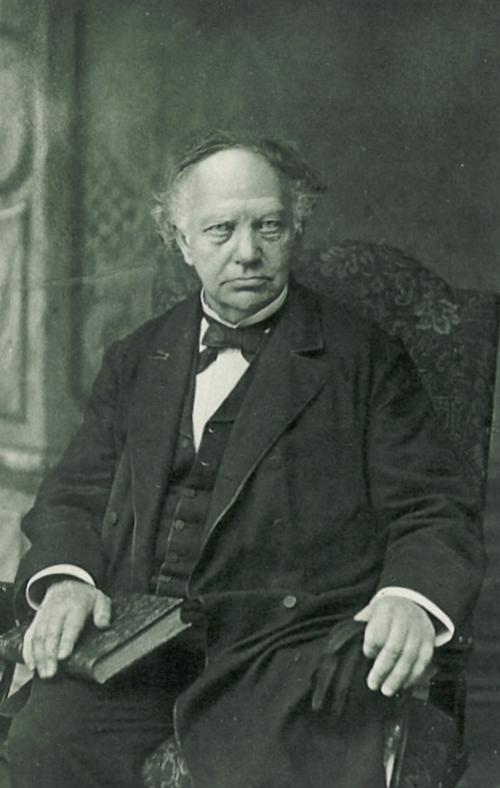
Charles Hermite en 1887.

En mathématiques, un espace hermitien est un espace vectoriel sur le corps commutatif des complexes de dimension finie et muni d'un produit scalaire hermitien. La géométrie d'un tel espace est analogue à celle d'un espace euclidien. De nombreuses propriétés sont communes aux deux structures.
Ainsi les majorations caractéristiques comme l'inégalité de Cauchy-Schwarz et l'inégalité triangulaire sont toujours valables, l'existence de bases particulières, dites orthonormales, est assurée et la relation canonique entre l'espace et son dual est de même nature que celle de la configuration euclidienne.
Le caractère algébriquement clos du corps sous-jacent rend plus générale la diagonalisation des endomorphismes compatibles avec le produit scalaire. Le terme compatible signifie ici normal, c'est-à-dire commutant avec son adjoint.
Enfin, un espace hermitien de dimension n est aussi un espace euclidien de dimension 2n, en conséquence les propriétés topologiques sont exactement les mêmes.
Cette structure doit son nom au mathématicien français Charles Hermite (1822-1901).

## Définition et premières propriétés

### Définitions
L'objectif est de généraliser la structure d'espace euclidien aux nombres complexes, qui offre l'avantage d'être un corps algébriquement clos. En contrepartie, il n'existe plus de relation d'ordre compatible avec les opérations du corps, et le carré d'un complexe est parfois négatif. Pour pallier cette difficulté, le produit scalaire n'est plus une forme bilinéaire mais une forme hermitienne.
Une forme hermitienne est une application 〈⋅, ⋅〉 de E×E dans ℂ telle que :
- pour tout x dans E, l'application φx de E dans ℂ définie par φx(y) = 〈y, x〉, est une forme linéaire et
- pour tous x et y dans E, {\displaystyle \langle x,y\rangle ={\overline {\langle y,x\rangle }}} (où {\displaystyle {\bar {\cdot }}} représente la conjugaison).

En particulier, 〈x, x〉 est réel, et {\displaystyle x\mapsto \langle x,x\rangle } est une forme quadratique sur E vu comme ℝ-espace vectoriel.
Notons aussi qu'une forme hermitienne avec cette définition est sesquilinéaire à droite.
Ce qui amène les définitions suivantes :
Définition — 
Un produit scalaire sur un espace vectoriel complexe est une forme hermitienne 〈⋅, ⋅〉 telle que la forme quadratique réelle {\displaystyle x\mapsto \langle x,x\rangle } soit définie positive.
Dans ces conditions, la partie réelle {\displaystyle {\mathfrak {Re}}\left(\langle \cdot ,\cdot \rangle \right)} de 〈⋅, ⋅〉 est un produit scalaire euclidien pour
la structure d'espace vectoriel réel obtenue par restriction, et la partie imaginaire une forme bilinéaire alternée non dégénérée, autrement dit une forme symplectique.
Le terme produit hermitien est synonyme de produit scalaire sur un espace vectoriel complexe.
Définition — 
Un espace hermitien est un espace vectoriel complexe de dimension finie et muni d'un produit scalaire.
L'application qui à un vecteur x associe la racine carrée du produit scalaire de x par lui-même, est une norme appelée norme hermitienne ; la distance associée, qui à deux vecteurs associe la norme de leur différence, est appelée distance hermitienne.
Dans toute la suite de l'article E désigne un espace vectoriel complexe de dimension finie, ℂ le corps des nombres complexes, 〈⋅, ⋅〉 un produit scalaire sur E, choisi linéaire par rapport à la première variable et semi-linéaire par rapport à la seconde. La norme est notée ║∙║.

### Exemples
- L'espace vectoriel ℂn, muni du produit scalaire canonique et de la norme associée, définis, pour x = (x1, … , xn) et y = (y1, … , yn), par{\displaystyle \langle x,y\rangle =x_{1}{\overline {y_{1}}}+x_{2}{\overline {y_{2}}}+\ldots +x_{n}{\overline {y_{n}}}=\sum _{i=1}^{n}x_{i}{\overline {y_{i}}}{\text{ et }}\|x\|={\sqrt {\sum _{i=1}^{n}|x_{i}|^{2}}},}est un espace hermitien appelé espace hermitien canonique de dimension n.
- Sur l'espace vectoriel Mn(ℂ) des matrices carrées d'ordre n, identifié à ℂ(n2), le produit scalaire canonique se réécrit donc :{\displaystyle \langle A,B\rangle =\sum _{i,j\in \{1,\ldots ,n\}}A_{ij}{\overline {B_{ij}}}=\mathrm {tr} (AB^{*})}où tr désigne la trace et B* désigne la matrice adjointe (ou transconjuguée) de B (c'est-à-dire la transposée de la matrice dont les coefficients sont les conjugués des coefficients B). La norme associée est appelée « norme de Frobenius ».
- L'espace vectoriel des polynômes complexes de degré inférieur ou égal à n,
  - muni du produit scalaire{\displaystyle \left\langle \sum _{i=0}^{n}a_{i}X^{i},\sum _{i=0}^{n}b_{i}X^{i}\right\rangle =\sum _{i=0}^{n}a_{i}{\overline {b_{i}}}}est un espace hermitien, trivialement isomorphe à l'espace hermitien canonique de dimension n + 1.
  - muni d'un produit scalaire différent :{\displaystyle \langle P,Q\rangle =\int _{0}^{1}P(t){\overline {Q(t)}}\ {\rm {d}}t}est aussi un espace hermitien. Ce produit scalaire est celui de l'espace de Hilbert L2([0, 1]) (de dimension infinie), restreint au sous-espace des fonctions polynomiales (identifiées à des polynômes) de degré inférieur ou égal à n.
  - muni du produit scalaire (différent des deux précédents) :{\displaystyle \langle P,Q\rangle =\sum _{i=0}^{n}P(x_{i}){\overline {Q(x_{i})}}}(où x0, … , xn sont n + 1 complexes distincts) est isomorphe à l'espace hermitien canonique de dimension n + 1, par l'application P ↦ (P(x0), … , P(xn)).

### Inégalités et identités
Les propriétés suivantes sont vérifiées dans tout espace préhilbertien complexe, de dimension non nécessairement finie. Certaines ne sont qu'une répétition des propriétés du produit scalaire réel Re(〈⋅, ⋅〉), qui a même norme associée que 〈⋅, ⋅〉.
À l'image de la situation réelle, les deux majorations classiques sont toujours vérifiées. Si x et y désignent deux vecteurs de E :
- l'inégalité de Cauchy-Schwarz : {\displaystyle |\langle x,y\rangle |\leq \|x\|\|y\|} ;
- l'inégalité triangulaire : {\displaystyle \|x+y\|\leq \|x\|+\|y\|.}
Cette dernière montre que le troisième axiome de la définition d'une norme, dit de sous-additivité est vérifié. Les deux autres (séparation et homogénéité) le sont de manière évidente.
- Le développement du carré de la norme d'une somme,{\displaystyle \|x+y\|^{2}=\|x\|^{2}+\|y\|^{2}+2{\rm {Re}}\left(\langle x,y\rangle \right),}permet d'établir le théorème de Pythagore : si x et y sont orthogonaux, alors {\displaystyle \|x+y\|^{2}=\|x\|^{2}+\|y\|^{2}.}
À la différence de la situation euclidienne, la réciproque n'est plus vraie, puisqu'un produit scalaire peut ici être un imaginaire pur non nul.
- Le développement du carré de la norme de la somme de deux vecteurs montre la règle du parallélogramme, qui caractérise les normes issues d'un produit scalaire : {\displaystyle \|x+y\|^{2}+\|x-y\|^{2}=2\|x\|^{2}+2\|y\|^{2},}
- ainsi que l'identité polaire : {\displaystyle \|x+y\|^{2}-\|x-y\|^{2}=2\langle x,y\rangle +2\langle y,x\rangle .}
- L'identité de polarisation (formulée ici pour une forme sesquilinéaire à droite[1]), plus précise, montre que le produit scalaire est entièrement déterminé par la norme :{\displaystyle \langle x,y\rangle ={\frac {1}{4}}\sum _{k=0}^{3}{\rm {i}}^{k}\|x+{\rm {i}}^{k}y\|^{2}.}

## Propriétés

### Base orthonormale
La situation est exactement la même que celle d'un espace euclidien :
- toute famille orthonormale est libre ;
- si E est un espace hermitien de dimension n et B une base orthonormale de E alors, pour tous vecteurs u et v de E, de coordonnées x et y dans B, le produit scalaire 〈u, v〉 est égal au produit scalaire 〈x, y〉 dans l'espace hermitien canonique de dimension n. Autrement dit, la bijection linéaire de E dans ℂn qui associe à tout vecteur ses coordonnées dans B respecte les deux produits scalaires et constitue ainsi un isomorphisme d'espaces hermitiens ;
- la preuve de l'inégalité de Bessel montre que si (fi) est une base orthonormale d'un sous-espace vectoriel F de E, tout vecteur x de E admet un projeté orthogonal sur F, dont les coordonnées dans (fi), appelés coefficients de Fourier, sont les 〈x, fi〉 et vérifient{\displaystyle \sum |\langle x,f_{i}\rangle |^{2}\leq \|x\|^{2}~;}
- on en déduit l'algorithme de Gram-Schmidt, qui assure l'existence d'une base orthonormale.

### Dual, adjoint et produit tensoriel
Dans cet article une forme hermitienne est une forme sesquilinéaire à droite et à symétrie hermitienne.
La configuration est encore une fois analogue à celle des espaces euclidiens. Le produit scalaire fournit une application canonique φ de E dans son dual E* :
L'ordre est ici inversé par rapport à la convention choisie dans l'article sur l'espace euclidien. 
En effet, φx serait semi-linéaire dans le cas contraire,
et on obtiendrait une bijection linéaire de E dans son antidual (espace vectoriel des 
formes semi-linéaires).
Avec l'ordre choisi, on a une bijection semi-linéaire φ de E dans son dual E*. Lorsque E* est muni de la norme duale, cette bijection est même une isométrie (d'après l'inégalité de Cauchy-Schwarz), ce qui prouve que cette norme est hermitienne, c'est-à-dire associée à un produit scalaire : celui défini par 〈φ(x), φ(y)〉 = 〈y, x〉.
On déduit de φ deux bijections ψ1 et ψ2, de l'espace L(E) des endomorphismes de E dans l'espace L3/2(E) des formes sesquilinéaires à droite :
ψ1 est linéaire et ψ2 est semi-linéaire, donc la bijection composée ψ2−1∘ψ1 est semi-linéaire. À un endomorphisme a elle associe l'endomorphisme a* appelé adjoint et défini par l'égalité suivante :
Les endomorphismes égaux (resp. opposés) à leur adjoint sont dits hermitiens ou autoadjoints (resp. antihermitiens ou antiautoadjoints).
L'application semi-linéaire — donc ℝ-linéaire — L(E) → L(E), a ↦ a* est non seulement bijective (un semi-isomorphisme) mais involutive ((a*)* = a). Dans L(E) considéré comme un ℝ-espace vectoriel, c'est donc la symétrie par rapport au ℝ-sous-espace des endomorphismes hermitiens, par rapport à celui, supplémentaire, des antihermitiens.
Le produit scalaire hermitien sur un produit tensoriel, en particulier sur L(E) ≃ E*⊗E, se définit de façon analogue au cas euclidien.
On obtient
La symétrie semi-linéaire a ↦ a* préserve la norme associée donc aussi le produit scalaire euclidien associé Re(〈⋅, ⋅〉) (cf. § « Définitions »).
Exemples
- On a (ia)* = –i(a*). Si a est hermitien, ia est antihermitien.
- Si  A est la matrice de a par rapport à une base orthonormée, celle de l'adjoint est la matrice adjointe A*.
- Lorsque les endomorphismes sont représentés par des matrices dans une base orthonormée fixée, on retrouve ainsi le produit hermitien canonique sur Mn(ℂ).

### Espace euclidien, espace hermitien
- Soit E un espace hermitien. L'espace vectoriel réel Eℝ qui s'en déduit par restriction des scalaires (en) est naturellement muni d'un produit scalaire euclidien 〈⋅, ⋅〉ℝ = Re(〈⋅, ⋅〉). Si B = (e1, … ,en) est une base de E et si i désigne l'unité imaginaire, alors Bℝ = (e1, … ,en, ie1, … ,ien) est une base de Eℝ, qui est donc de dimension 2n. De plus, si B est orthonormale pour 〈⋅, ⋅〉, alors Bℝ est orthonormale pour 〈⋅, ⋅〉ℝ.
- Réciproquement, soit F un espace euclidien de dimension n, il est possible de plonger F dans un espace hermitien de dimension n : le complexifié Fℂ := ℂ⊗F de F, muni du produit scalaire hermitien obtenu en tensorisant celui de ℂ par le produit scalaire euclidien de F :{\displaystyle \forall \lambda \otimes x,\mu \otimes y\in F_{\mathbb {C} }\quad \langle \lambda \otimes x,\mu \otimes y\rangle _{F_{\mathbb {C} }}=\lambda {\overline {\mu }}\langle x,y\rangle _{F}.}Si (f1, ...,fn) est une base orthonormale de F alors (1⊗f1, … , 1⊗fn) est une base orthonormale de Fℂ. Il est fréquent d'identifier les vecteurs fi et 1⊗fi[2].

Ces deux constructions s'étendent au cadre des espaces préhilbertiens de dimension non nécessairement finie.